# تارتسال
تارتسال (به مجاری:  Tarcal) یک شهرداری در مجارستان است که در ناحیه توکای واقع شده‌است. تارتسال ۵۳٫۷۳ کیلومتر مربع مساحت و ۳٬۲۷۶ نفر جمعیت دارد.